# Setmana Santa a Elx
Es denomina Setmana Santa il·licitana als actes i processons de Setmana Santa que se celebren a la ciutat d'Elx, al Baix Vinalopó, País Valencià. En elles participen més d'una trentena de confraries i germandats. Destaca el Diumenge de Rams que està declarada Festa d'Interés Turístic Internacional, i el diumenge de Resurecció (processó dels Al·leluies).

## Processons

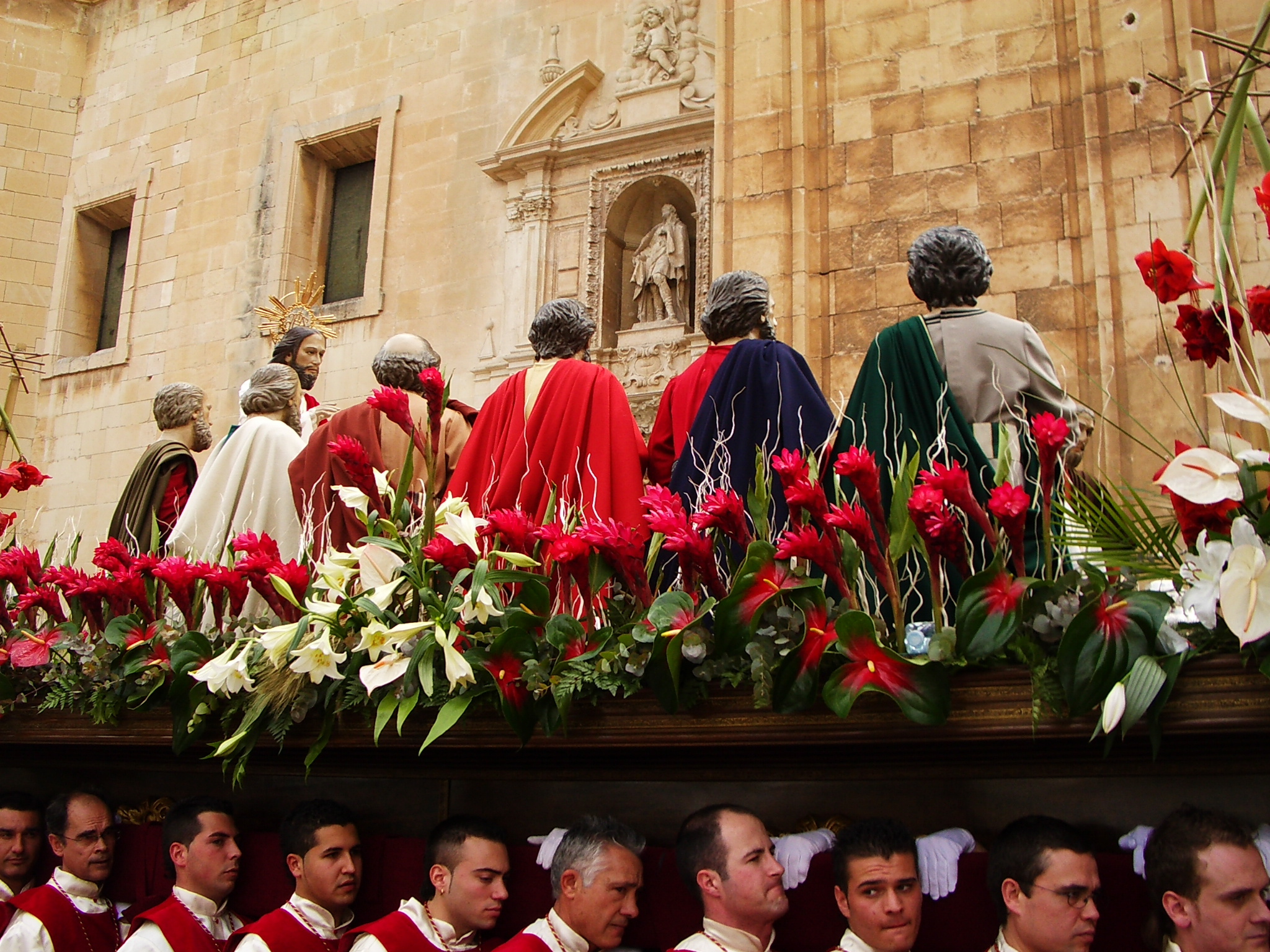
Confraria del Sant Sopar.

Al llarg de la setmana es realitzen diferents tipus de processons. Aquestes comencen el cap de setmana anterior amb els Via Crucis de diferents Germandats i Estacions de Penitència de vespres de Germandats de Vespres o Agrupacions parroquials. Després, des del Diumenge de Rams fins al Dijous Sant trobem dos tipus de processons. D'una banda, algunes Confraries i Germandats realitzen un trasllat dels seus passos des de les seues parròquies fins a la Basílica de Santa Maria per participar en la Processó General de Divendres Sant; el més antic d'ells és el realitzat des de 1810 per Maria Santíssima de la Soledat, la titular de la Confraria Ntra. Sra. dels Dolors. D'altra banda, hi ha altres germadats que no participen en la Processó General i, per tant, realitzen una estació de penitència amb l'eixida i tornada a la mateixa parròquia o amb la finalització a la Basílica de Santa Maria, però sense participar en la Processó General del Divendres Sant. De les Confraries més conegudes, destaquen el Santíssim Crist de la Caiguda, el Santíssim Crist del Perdó i el Santíssim Crist de Zalamea.

## Actes[1][6][7]

### Dissabte de Passió
- Viacrucis des de la parròquia del Cor de Jesús del Santíssim Crist de la Penitència de la Germandat dels Estudiants i Maria Santíssima de l'Estrella, protectora de la parròquia.
- Viacrucis de María Santíssima de la Caritat pels carrers del barri del raval.

### Diumenge de Rams
- Jesús Triomfant (Pas de la Burreta)

Fundada per Vicente Serrano Navarro, va ser treta en els seus principis pels treballadors de la fàbrica dels Germans Serrano Navarro. Posteriorment la van cedir a Roberto Casanova Leal. Actualment, Jesús Triomfant pertany a la Junta Major de Confraries i Germandats d'Elx. Manca de confrares propis, per la qual cosa la imatge és acompanyada per ciutadans i per una representació de les confraries de la ciutat i autoritats locals.
Representa a Jesús Triomfant quan fa entrada a Jerusalem a lloms d'una burra. Es va realitzar en el Taller d'Art Catòlic d'Olot (Girona). A la seua mà esquerra porta una palma blanca. La imatge és treta amb el pas de la confraria encarregada de portar-lo cada any. Si no s'oferira cap confraria, l'encarregada és la Germandat de Cavallers del Sant Sepulcre.
Les primeres notícies documentades del Diumenge de Rams a Elx són de 1371. La processó va ser declarada Festa d'Interés Turístic Nacional el 14 de juny de 1988 i d'Interés Turístic Internacional el 22 de juliol de 1997. El seu atractiu principal és l'exhibició dels sofisticats productes de l'artesania local de trenat de palma o palma blanca procedent de les fulles de palmera dels palmerars d'Elx (realitzada en les seues diferents fases per tota la família dels propis hortolans a les seues cases tradicionals -faeneta-). Des del segle xv està testificada l'exportació de palmes d'Elx a diferents ciutats europees. Possiblement l'artesania i l'ús ritual de la palma arrissada és anterior al cristianisme mateix, ja que s'han identificat representacions d'ella en la ceràmica del poblat ibèric d'Heliké.
Participen en la desfilada les palmes del concurs artístic en les diferents modalitats.
- Confraria de la Conversió de la Dona Samaritana pel nostre Senyor (Pas dels Carnisers)
- Germandat i Confraria de natzarens de Santa Maria Magdalena, Santíssim Crist de l'Agonia i Maria Santíssima de l'Amargor (A la seua arribada a la Plaça de Baix es realitza la salutació entre l'Stm. Crist de l'Agonia i Santa Maria Magdalena amb Maria Stma. de l'Amargor)
- Germandat de Maria Santíssima del Major Dolor i Sant Joan Evangelista
- Confraria del nostre Pare Jesús de la Bondat i Bon Exemple en el Sagrat Llavatori
- Confraria Ecce-Homo (Pas dels Panaders)
- Confraria de María Santíssima de la Palma

### Dilluns Sant
- Germandat i Confraria del nostre Pare Jesús del Gran Poder i Maria Santíssima de l'Estrella
- Germandat del Sant Sopar
- Confraria de la Negació de Sant Pere
- Confraria del Davallament de la Creu
- Fervorosa Germandat de natzarens de la Flagel·lació i Glòria. Santíssim Crist Columna i Maria Santíssima de la Victòria (A la seua arribada a la Plaça de Baix es realitza La salutació entre l'Stm. Crist de la Columna amb Maria Stma. de la Victòria)

### Dimarts Sant
- Fervorosa, Penitencial i Carmelitana Germandat i Confraria de la Sagrada Llançada del Santíssim Crist de les Penes i Dolç Nom de Maria Santíssima.
- Germandat de l'Oració en el Calvari
- Confraria Santa Dona Verònica (A la seua arribada a la Plaça de Baix realitza la trobada, amb El nostre Pare Jesús de la Caiguda)
- Il·lustre Germandat i Confraria del nostre Pare Jesús de la Caiguda i Maria Santíssima del Rosari en els seus Misteris Dolorosos (A la seua arribada a la Plaça de Baix realitza la tradicional trobada amb la Santa Dona Verònica)
- Penitencial Germandat Santíssim Crist de la Reconciliació i La nostra Santíssima Mater de Solata. (Processionada només el pas de la Stma Mare de Déu. En l'encreuament dels carrers Jorge Juan amb Reina Victòria es realitza la trobada amb el Santíssim Crist del Perdó)
- Confraria Santíssim Crist del Perdó (Antiga Germandat del Bes de Judes) (A la seua arribada a l'encreuament dels carrers Jorge Juan amb Reina Victòria es realitza la trobada amb La nostra Santíssima Mater de Solata)

### Dimecres Sant
- Germandat de Jesús Salvador dels Homes en la seua Coronació d'Espines i La nostra Senyora de la Visitació.
- Real Molt Il·lustre i Penitencial Confraria de La nostra Senyora dels Dolors en la seua Soledat Coronada.(Mare de Deu de les bombes)
- Real, molt Il·lustre i venerable Confraria dels Estudiants de la Preciosíssima Sang del nostre Senyor Jesucrist de la Penitència
- Confraria El nostre Pare Jesús Rescatat
- Confraria El nostre Pare Jesús Natzaré
- Germandat de Natzarens de La nostra Senyora de la Mercè i El nostre Pare Jesús de Passió

### Dijous Sant
- Confraria de l'Oració a l'Hort (Pas de l'Hort)
- Confraria Santíssima Sang de Crist i Maria Santíssima de la Salut
- Fervorosa Germandat de Natzarens de la Flagel·lació i Glòria, Santíssim Crist de la Fe i Maria Santíssima de l'Esperança (a la seua arribada a la Plaça de Baix tots dos passos realitzen una salutació anomenada trobada per la Pau)
- Germandat Maria Santíssima de la Caritat
- Confraria Santíssim Crist de la Misericòrdia (Processó del Silenci)

### Matinada
- Confraria Santíssim Crist de Zalamea.
- Penitencial Germandat Santíssim Crist de la Reconciliació i La nostra Santíssima Mater de Solata (processiona només el Stm. Crist de la Reconciliació) (Penitencial Viacrucis).
- Germandat del Santíssim Crist de l'Amor (Antiga Germandat del Calvari).

### Divendres Sant
- Processó General de Confraries i Germandats i Sant Enterrament:

Germandats de la Processó General de Confraries i Germandats
1. “Confraria de la Conversió de la Dona Samaritana pel nostre Senyor” .
2. "Confraria del nostre Pare Jesús de la Bondat i Bon Exemple en el Sagrat Llavatori" .
3. "Confraria de l'Oració a l'Hort".
4. "Confraria de la Negació de Sant Pere".
5. “Confraria del nostre Pare Jesús Rescatat" .
6. "Confraria Santa Dona Verònica" .
7. "Fervorosa i Venerable Germandat de Maria Santíssima del Major Dolor i Sant Joan Evangelista".
8. “Confraria del nostre Pare Jesús Natzaré".

Processó del Sant Enterrament
1. "Penitencial Germandat del Santíssim Crist de la Reconciliació i La nostra Santíssima Mater Desolata".
2. "Confraria del Davallament de la Creu al Mont Calvari i La nostra Amantíssima Mare, Maria Santíssima de la Pietat, Traspassada de Dolor en la seua Cinquena Angoixa".
3. "Germandat de Cavallers i Dames del Sant Sepulcre".
4. "Real Molt Il·lustre i Penitencial Confraria de La nostra Senyora dels Dolors en la seua Soledat". A l'arribada de ntra. Sra. dels Dolors (Patrona d'Elx durant Quaresma i Setmana Santa) a la Plaça de Baix es realitza l'acte de la "Trencà del Guió"

### Diumenge de Resurrecció (Processó dels Al·leluies)
- Confraria de Crist Ressuscitat.
- Ntra. Sra. de l'Assumpció (Patrona d'Elx, coronada canònicament el 29 de desembre de 1970)

A l'arribada dels dos passos a l'encreuament del carrer Jorge Juan amb Reina Victòria es realitza la trobada de la Resurrecció entre ambdues imatges. Des d'aquest punt, continuen junts fins a la seua entrada a la Basílica de Santa Maria. És tradició llançar al·leluies al pas de les imatges.